# Villa Musenheim
Die Villa Musenheim liegt in der Blumenstraße 17 im Stadtteil Niederlößnitz der sächsischen Stadt Radebeul.

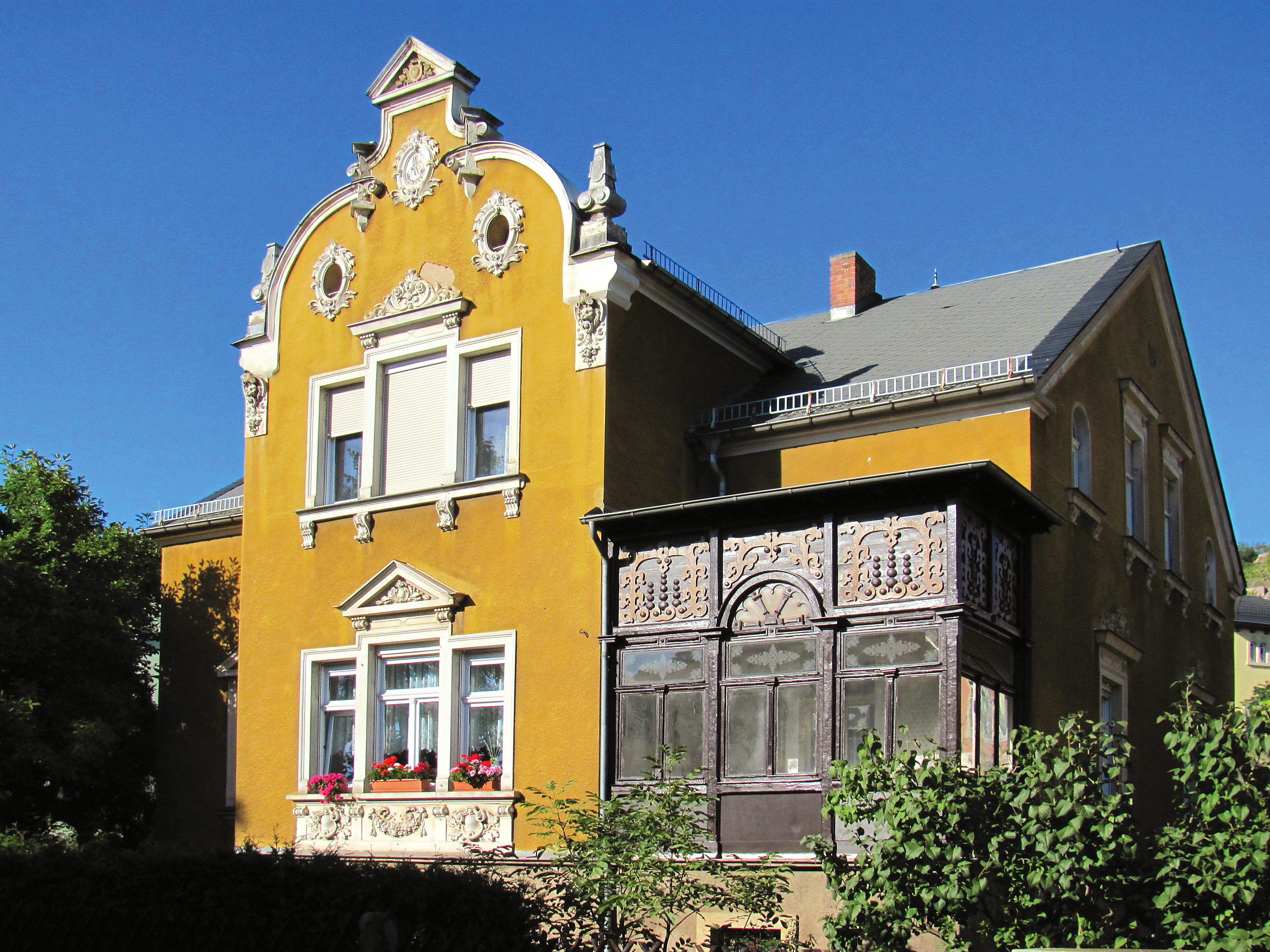
Villa Musenheim

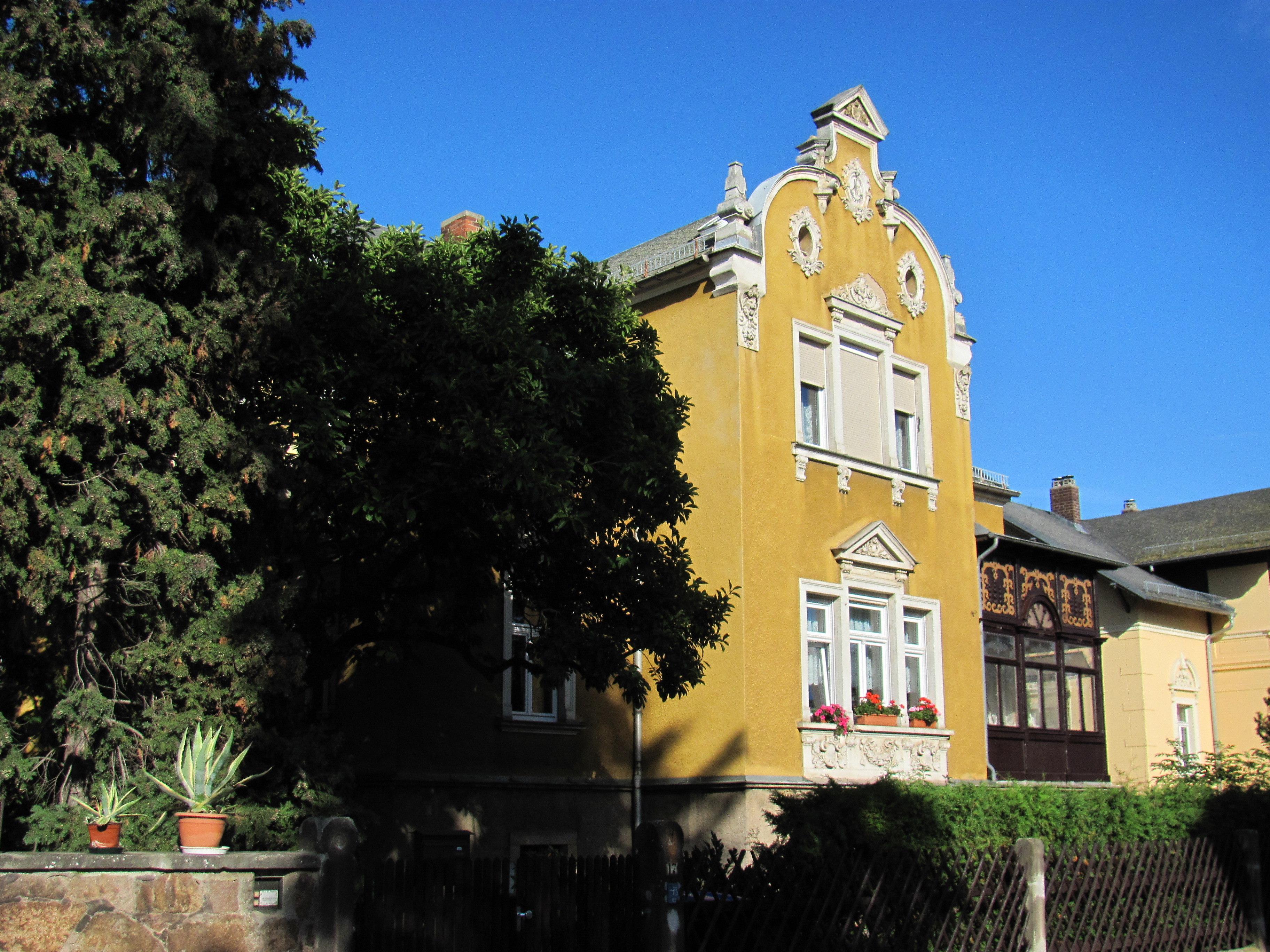
Villa Musenheim

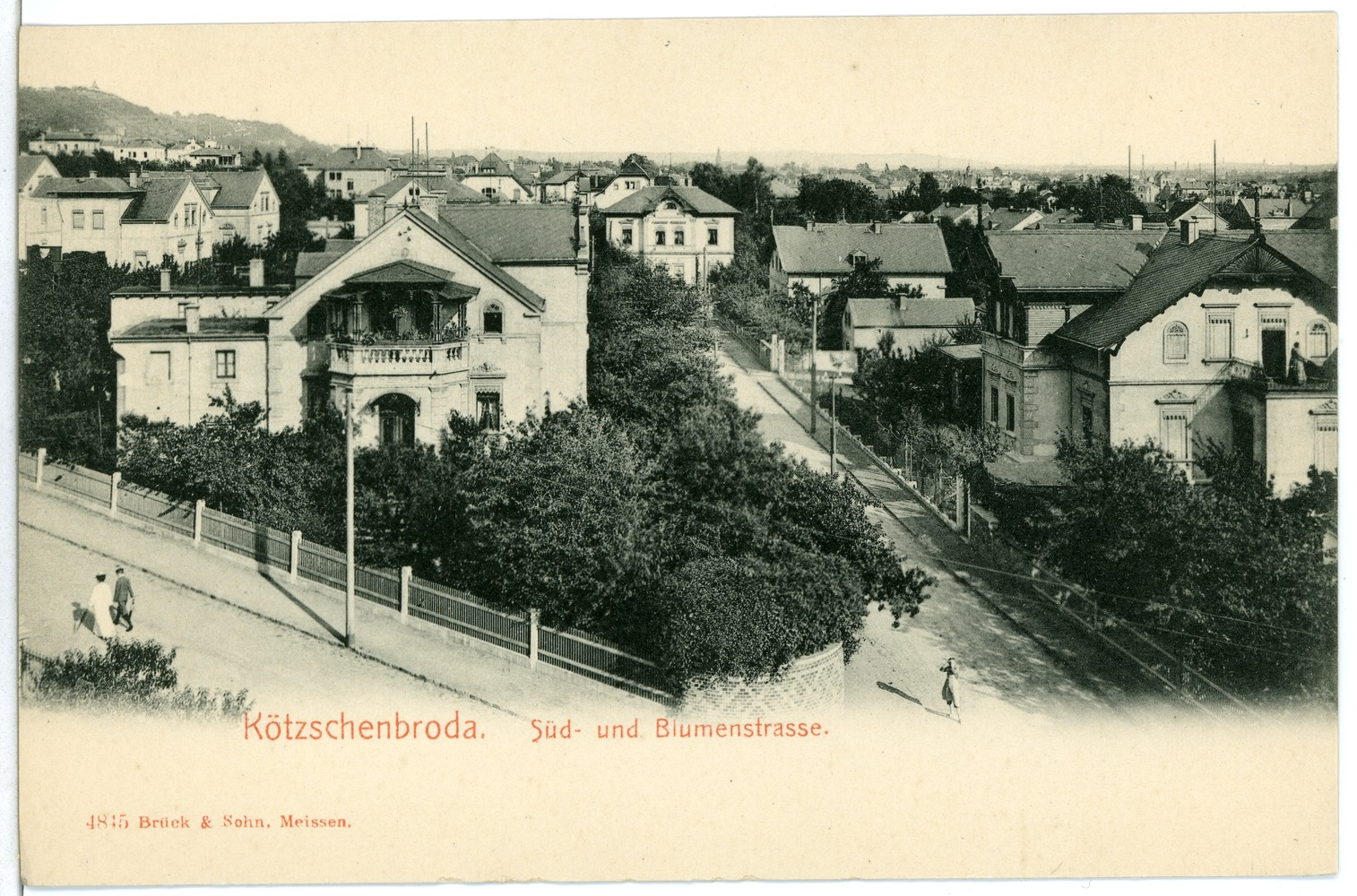
Villa Musenheim (links, 1903)

## Beschreibung
Die unter Denkmalschutz stehende Villa ist ein eingeschossiges Wohnhaus mit einem Drempel, darauf ein Satteldach. Das Gebäude steht auf dem nordöstlichen Eckgrundstück Blumenstraße/Horst-Viedt-Straße, die traufständige Schauseite nach Süden zur Blumenstraße gelegen. In dieser steht weit hervorragend ein zweigeschossiger Mittelrisalit mit einem geschweiften, reich verzierten Giebel. Rechts des Risalits steht vor der Rücklage eine hölzerne eingeschossige Veranda, reich verziert mit Holzschnitzwerk sowie geätzten Scheiben.
Das Wohnhaus steht auf einem Bruchsteinsockel, sodass das Erdgeschoss als Hochparterre zu liegen kommt. In der linken Seitenansicht steht ein polygonaler Altan als Eingangsvorbau von der Horst-Viedt-Straße aus. Der Austritt obenauf wird aus dem ausgebauten Dachgeschoss erreicht. Auf der Gebäuderückseite steht der zweigeschossige Wirtschaftsflügel mit Flachdach und insgesamt niedrigeren Geschosshöhen.
Der glatt verputzte Bau ist heute von vereinfachter Gliederungsstruktur. Die Fenster werden von profilierten Sandsteingewänden eingefasst, diese begleitet von Sohlbänken auf Konsölchen sowie von Verdachungen. Über diesen findet sich zahlreiche Stuckornamentik. Insbesondere im Risalit sind die Fenster beider Geschoss zu Drillingsfenstern in Form eines Palladiomotivs zusammengefasst; im Hochparterre bekrönt durch einen Dreiecksgiebel mit Ornamentik sowie unter den Sohlbänken geschmückt durch Ornamentfelder bis hin zum Geschosssims. Im Obergeschoss wird das durch Verdachung mit Schmuckfeld gekrönte Fenster durch den geschweiften, verzierten Giebel überwölbt, darin zwei Ovalfenster sowie ein gleichartiges Schmuckfeld. Dazu kommen Pyramidenstümpfe sowie weitere Schmuckelemente.

## Geschichte
Der Maurerpolier und Bauunternehmer Friedrich August Moritz Wolf beantragte im Juni 1898 den Bau einer Villa gleich mit rückseitigem Wirtschaftsanbau. Der Entwurf stammte „gewiss von Carl Käfer“. Die Baurevision erfolgte im August 1898. Im Folgejahr ließ sich Wolf auf dem gegenüberliegenden Baugrundstück eine weitere Villa errichten. Nach 1901 folgte auf dem diagonal liegenden Kreuzungsgrundstück die Villa Relly.